# Великосамбірська криниця
Великосамбірська криниця — гідрологічна пам'ятка природи місцевого значення в Україні. Об'єкт природно-заповідного фонду Сумської області. 
Розташований у межах Конотопського району Сумської області, на південь від с. Великий Самбір, у заплаві річки Ромен. 
Оголошена рішенням Сумської обласної ради від 04.08.2006 «Про розширення мережі об’єктів природно – заповідного фонду області». Площа - 1 га, перебуває у користуванні ДП «Конотопський агролісгосп».
Охороняється місце витоку на поверхню чотирьох джерел води доброї питної якості. Пам'ятка пов'язана з історією села, має особливе природоохоронне, наукове, історико-культурне, рекреаційне, еколого–виховне та пізнавальне значення.